# بودایک
بودایک (به مجاری:  Bodajk) یک منطقهٔ مسکونی در مجارستان است که در ناحیه مور واقع شده‌است. بودایک ۲۸٫۹۹ کیلومتر مربع مساحت و ۴٬۰۶۶ نفر جمعیت دارد.

## خواهرخوانده
شهر رودرمارکت خواهرخواندهٔ بودایک هست.